# Bimeria australis
Bimeria australis is een hydroïdpoliep uit de familie Bougainvilliidae. De poliep komt uit het geslacht Bimeria. Bimeria australis werd in 1937 voor het eerst wetenschappelijk beschreven door Blackburn. 